# Viride
Pour les articles homonymes, voir Viride (homonymie).

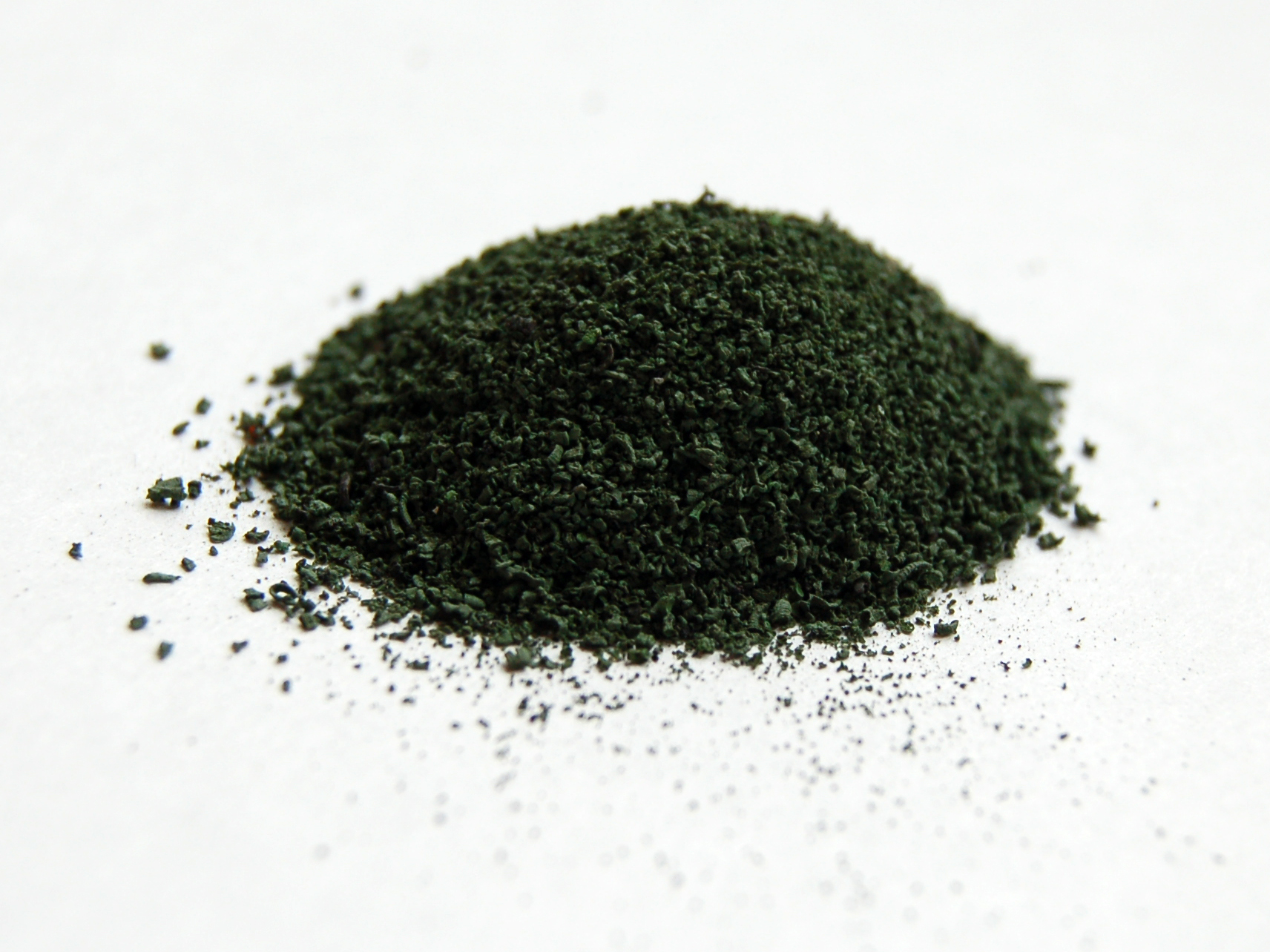
Échantillon d'oxyde de chrome(III)

Le viride (du latin viridis, vert), ou viridien, ou vert Guignet est une couleur pour artistes d'un vert bleuté et transparent. Il porte la référence PG18 au Colour Index. C'est un oxyde de chrome, une version hydratée, plus vive et plus bleue, du vert oxyde de chrome (PG17), appréciée pour sa transparence à l’aquarelle et en glacis. En revanche, il ne résiste pas à la chaleur.
Il est parfois désigné comme vert émeraude dans les catalogues de marchands de couleurs. Ce nom prête à confusion car la teinte ne correspond pas au vert vif de la pierre d’émeraude (en anglais, emerald green est proche de la couleur de la pierre et se distingue du viridian green, qui correspond à notre vert émeraude). Cependant, « il y a quelque justification à appeler le vert viride émeraude. Certaines sources historiques donnent le terme français « vert émeraude » comme une dénomination d'un « oxyde de chrome transparent » connu ailleurs comme oxyde de chrome hydraté (Viride) ».
C'est un pigment coûteux, surtout utilisé dans les couleurs pour artistes.

## Histoire
Le pigment PG17 fut découvert par Pannetier et Binet en 1838 qui gardèrent sa formulation secrète. Le chimiste Charles-Ernest Guignet l'analysa comme un oxyde de chrome, avant d'inventer la formule hydratée (PG18) qui fut fabriquée par Scheurer et Kestner et connue sous le nom de vert Guignet. En 1859, Casthelaz et Leune trouvèrent le moyen de l'améliorer, déposèrent un brevet et vendirent le pigment d'abord sous le nom de vert impérial. Après la chute du second Empire, il fut connu sous le nom de vert Guignet, sous lequel on le trouve encore.
Certains marchands de couleurs différencient le vert émeraude et le vert Guignet.